# Paese (geografia)

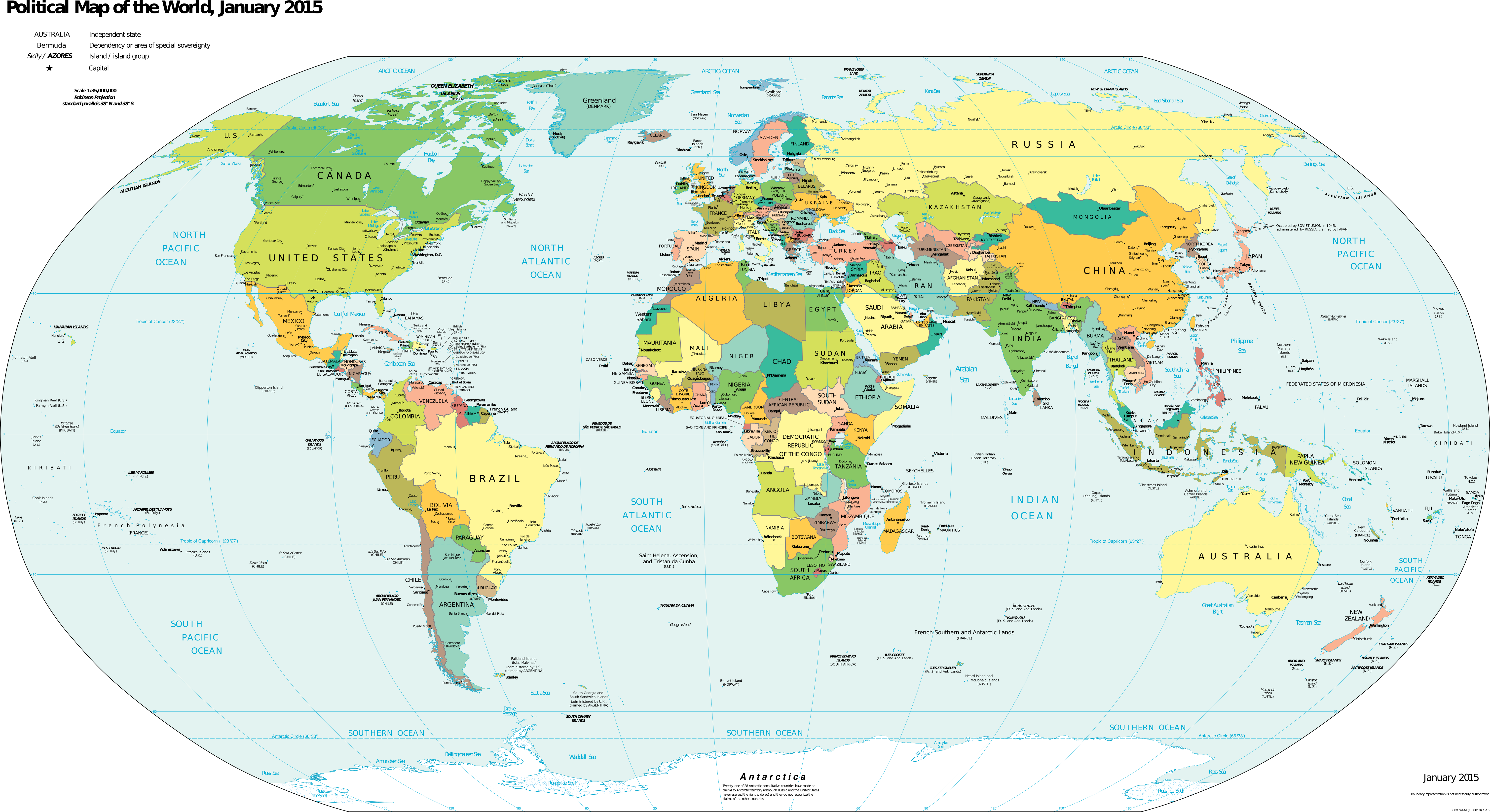
Mappa politica del mondo nel 2015. I diversi paesi sono segnalati da diversi colori.

Un Paese è considerato in geografia politica e in politica internazionale come una divisione politica all'interno di una certa entità geografica.
Se riferito a un territorio sovrano, il termine viene più comunemente associato con i concetti di Stato, nazione o governo. Nell'uso comune il termine è usato indifferentemente sia come sinonimo di "nazione", sia di "Stato" o anche di città o città periferiche di carattere provinciale ed in questo caso si utilizza il diminutivo "paesino". Talvolta è utilizzato come riferimento ad altre entità politiche che non siano quelle di "Stato sovrano". 
Vi sono territori non-sovrani (divisioni politiche o amministrative all'interno di un più vasto Stato) che costituiscono coese entità geografiche (alcune delle quali possono essere ex Paesi) che non sono (o non sono mai stati) degli Stati sovrani. In questo caso il grado di autonomia e di governo locale può essere molto variabile. Alcuni Paesi possono possedere dipendenze di oltremare o territori separati anche geograficamente dallo Stato sovrano, ma considerati come parte integrante.